# Швидкісний трамвай Солт-Лейк-Сіті
Швидкісний трамвай Солт-Лейк-Сіті (англ. TRAX (light rail)) — система ліній легкорейкового транспорту, що обслуговує місто Солт-Лейк-Сіті та численні міста округу, Юта, США. Доповнює систему лінія звичайного трамваю, яка відкрита у грудні 2013 року.

## Історія
Перші обговорення проєкту будівництва ліній ЛРТ в місті почалося наприкінці 1980-х років, метою проєкту було розвантаження основних доріг округу. Спочатку ідею сильно критикували, попри це в 1988 році були виділені кошти на придбання землі на маршруті майбутньої лінії. Але джерело фінансування самого будівництва було не вказано. Ситуація змінилася коли в 1995 році місто було обране столицею Зимових Олімпійських Ігор 2002 року, на будівництво були виділені федеральні кошти. Спорудження початкової ділянки розпочалося в 1997 році, лінія з півночі на південь в складі 16 станцій від «Arena» до «Sandy Civic Center», відкрилася вже в 1999 році. На подив критиків будівництва лінія одразу стала популярною серед мешканців міста, які майже одразу почали вимагати розширення системи.

## Лінії
У місті працює три лінії, що мають спільні ділянки в Солт-Лейк-Сіті. Всього в системі 50 станцій.
Блакитна лінія — складається з 31,1 км та 24 станцій. Починається в центрі міста біля залізничного вокзалу, з якого курсують потяги Amtrak та приміські потяги, далі прямує на південь. Проходить поблизу Вівінт-Смарт-Гоум-арени та інших визначних будівель міста, далі маршрут лінії проходить через міста Саут-Солт-Лейк, Мюррей, Мідвейл, Санді та закінчується в центрі міста Дрейпер.
Червона лінія — складається з 38,1 км та 25 станцій та має велику спільну ділянку з Блакитною лінією. Починається на північному сході біля Університетського медичного центру Університету Юти, далі прямує на захід в центр Солт-Лейк-Сіті, де з'єднується з іншими лініями на станції «Courthouse», після проходження спільної ділянки з 9 станцій, розділяється з Блакитною лінією в центрі міста Мюррей, та прямує на південний захід. Проходить через місто Вест-Джордан та закінчується в Саут-Джордан.
Зелена лінія — складається з 24,2 км та 18 станцій. Починається на північному заході біля Міжнародного Аеропорту та прямує на схід в центр Солт-Лейк-Сіті, де спочатку з'єднується з Блакитною, потім з Червоною лініями з якими має спільну ділянку. Розділяється з ними на станції «Central Pointe» в центрі Саут-Солт-Лейк, та прямує на захід де закінчується в центрі міста Вест-Веллі-Сіті.

## Режим роботи
Працює по буднях з 4:30 до 23:30, у вихідні з 5:00 до 0:00.

## Галерея

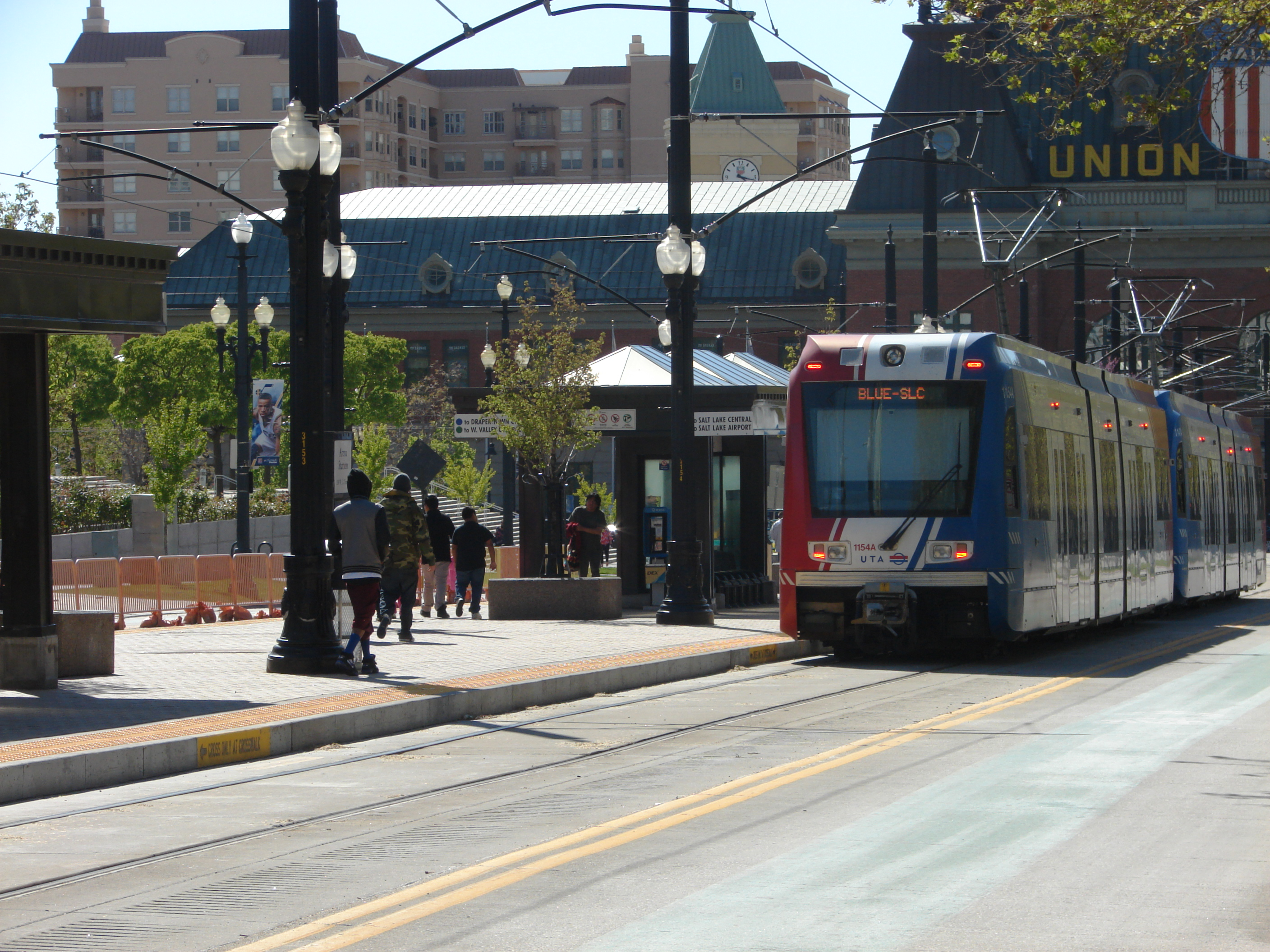
Трамвай Siemens S70 Блакитної лінії на станції «Arena»
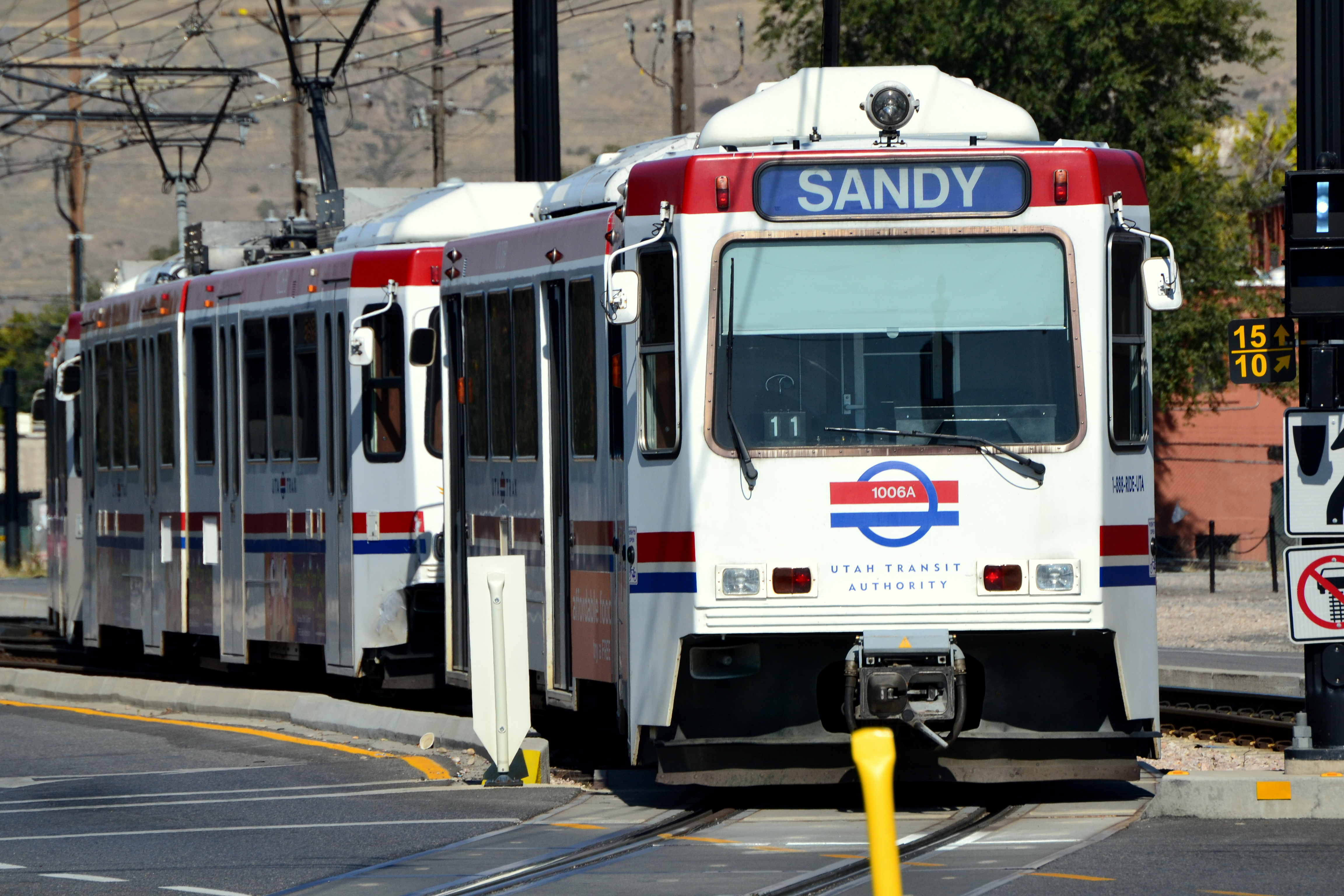
Трамвай Siemens SD-100 Блакитної лінії на вулицях міста
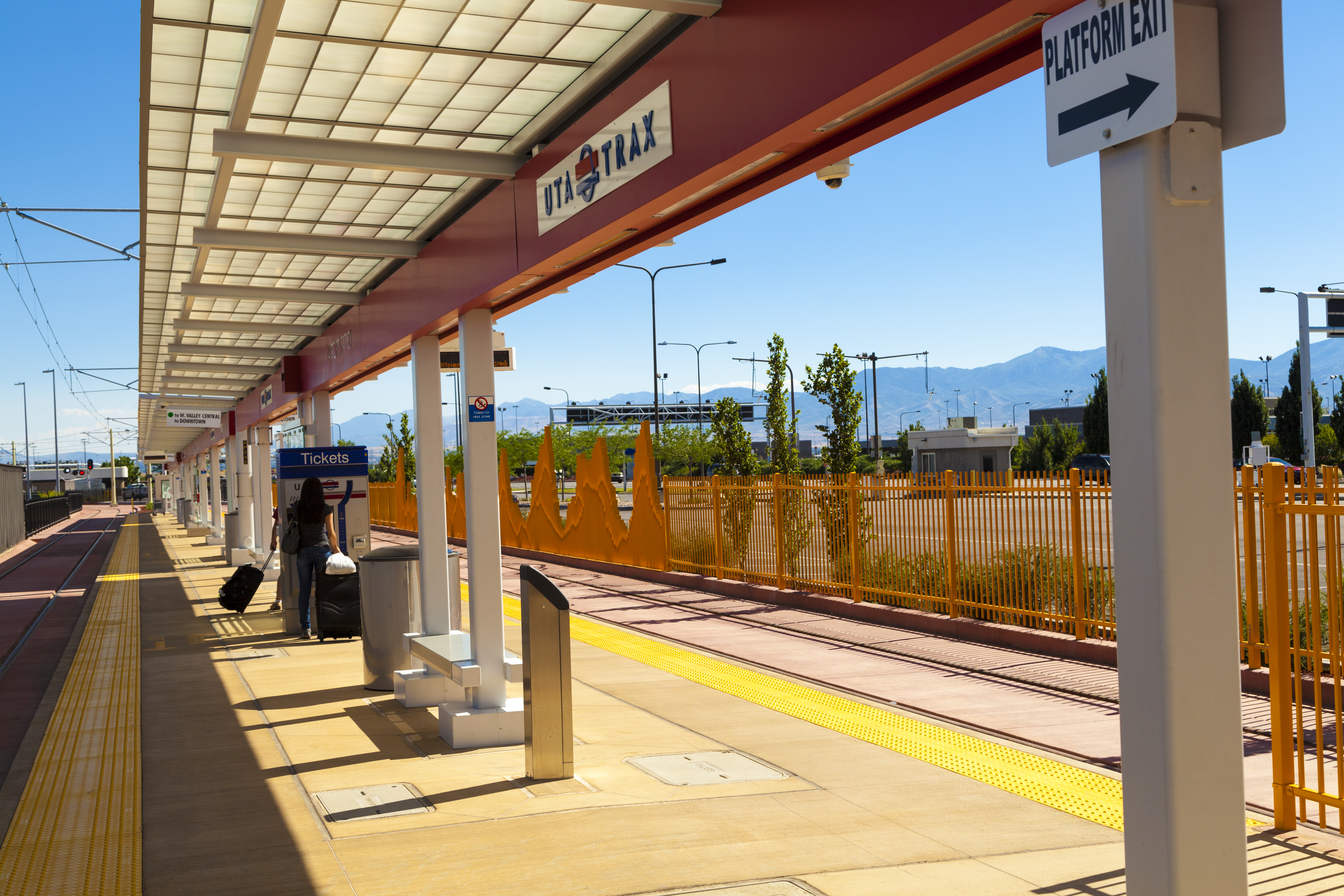
Станція поблизу Міжнародного аеропорту
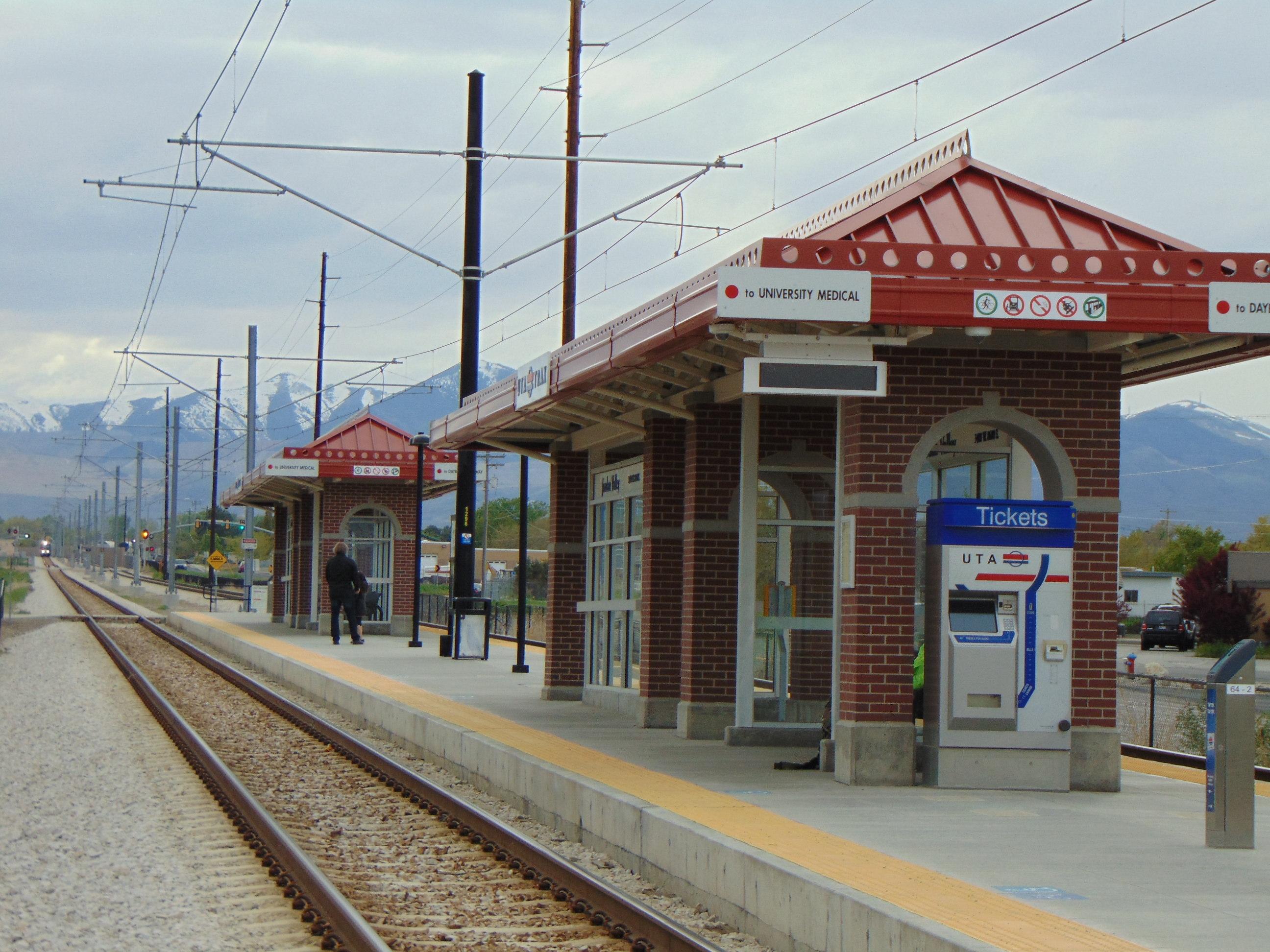
Станція «West at Jordan Valley»